# Mataparent d’Ichnusa
El mataparent d'Ichnusa (Alessioporus ichnusanus) és una espècie de mataparent del grup dels mataparents xerocomoides. Pertany a la família de les boletàcies, de l’ordre de les boletals. És un mataparent poc recol·lectat, que sembla preferir ambients termòfils mediterranis. Aquesta espècie apareix en petits grups, sovint fasciculats, en llocs assolellats d'alzinars termòfils i suredes, en sòls àcids, sovint en marges de camins. Es tracta d'una espècie típicament mediterrània, descrita de l'illa de Sardenya.

## Taxonomia

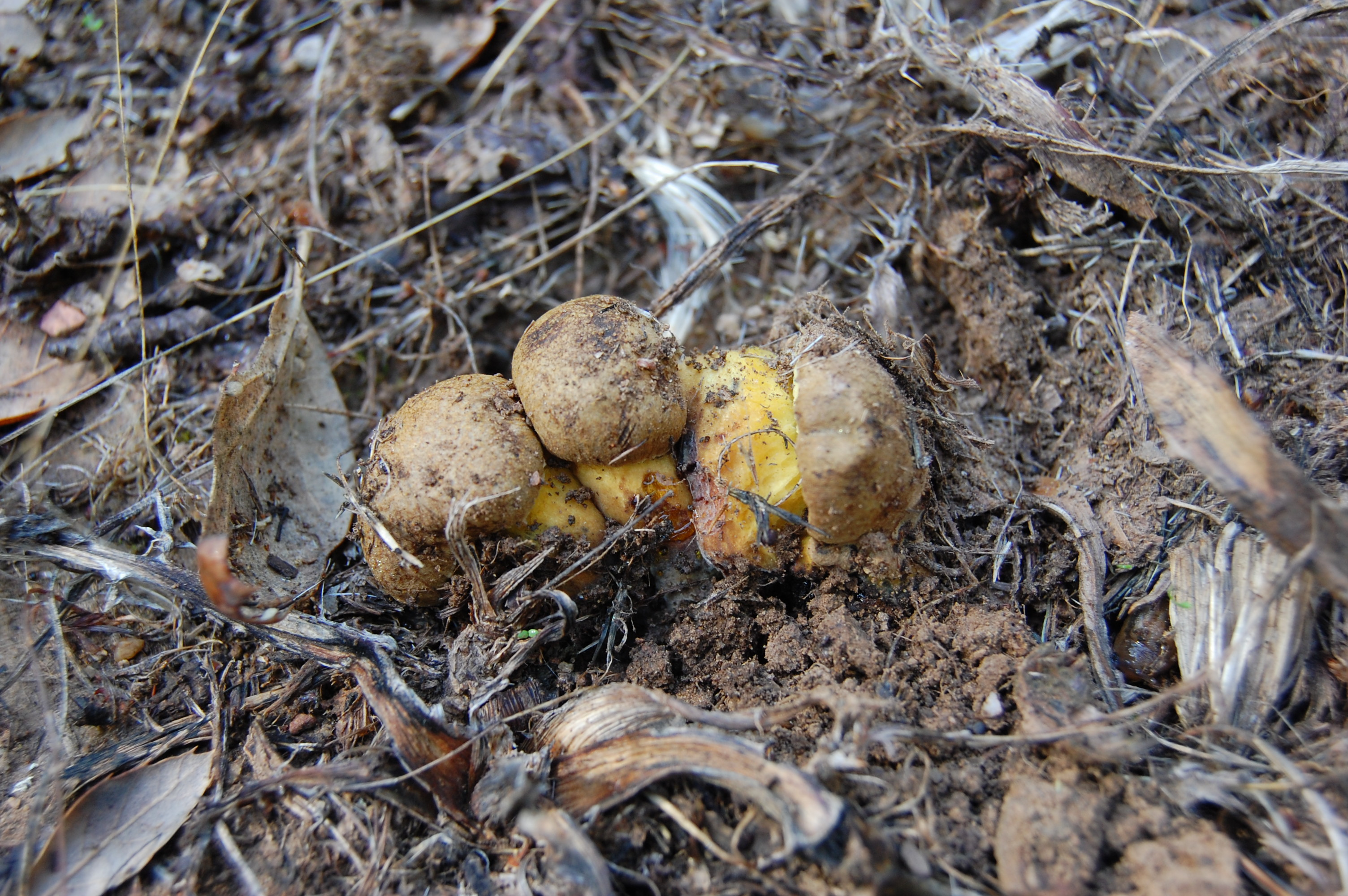
Petita flota de mataparent d'Ichnusa (Alessioporus ichnusanus)

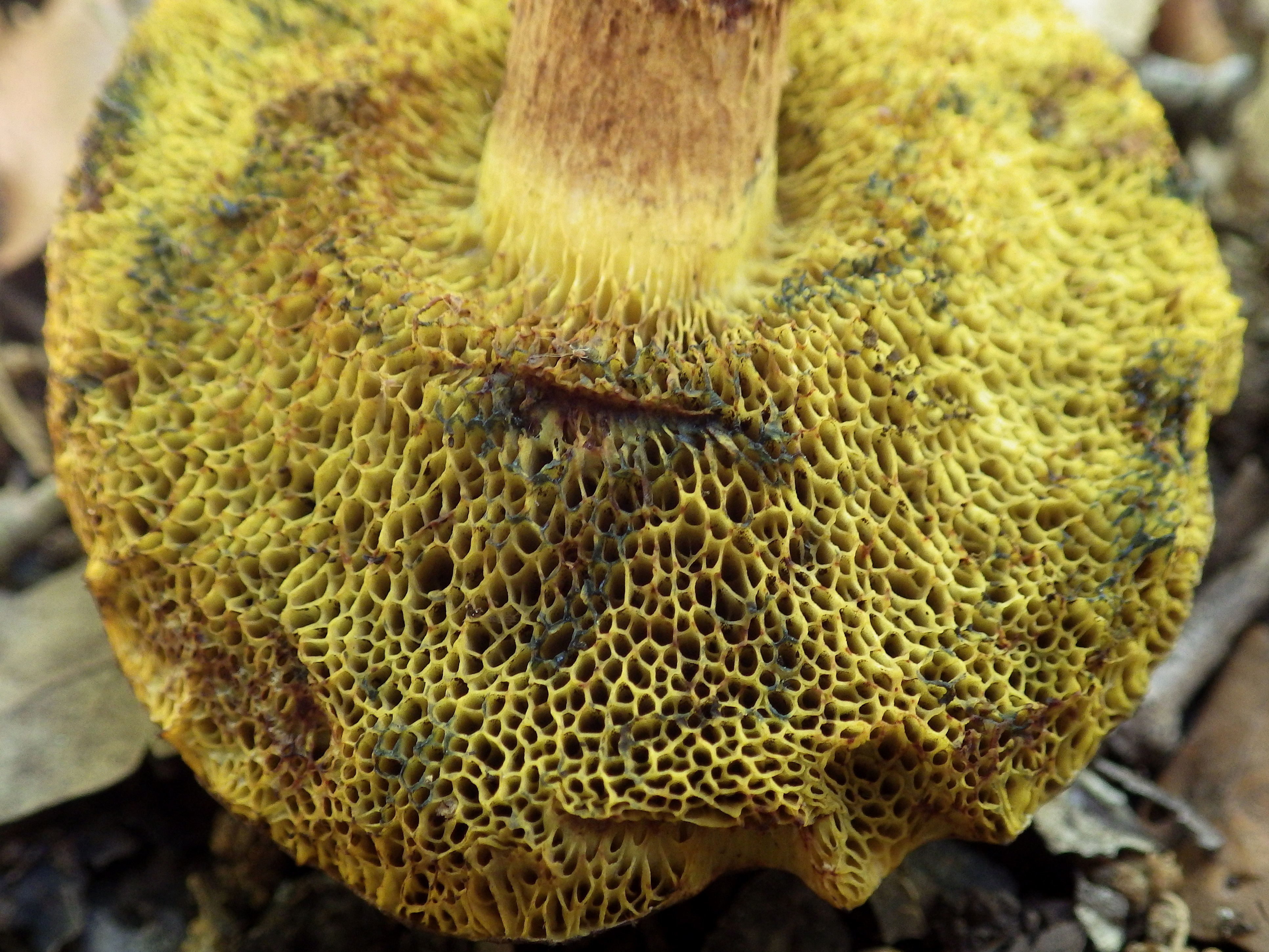
Revers del mataparent d'Ichnusa (Alessioporus ichnusanus) mostrant els porus angulars.

Va ser descrita originalment com Xerocomus ichnusanus Alessio, Galli & Littini, més tard considerat Boletus ichnusanus (Alessio, Galli & Littini) Oolbekk. i el binomi actual és Alessioporus ichnusanus (Alessio, Galli & Littini) Gelardi, Vizzini & Simonini

## Descripció
Bolets de mitjans a petits, solitaris o sovint agrupats en flotes de poc nombre d'exemplars; barret de fins a 7 cm de diàmetre; inicialment hemisfèric, després convex, finalment pla-convex, pla o lleugerament deprimit; glabre o lleugerament vellutat, de vegades clivellat; de bru ocraci a bru violaci 
Tubs de color groc llimona quan són joves, més tard groc olivaci, blavegen al frec i al tall; porus angulars, de color groc llimona quan són joves, més tard amb tint olivaci i sovint rovellat; blavegen a la pressió.
Cama de fins a 8 cm de longitud; sòlida, ferma, de cilíndrica a afusada, atenuada a la base, radicant; de groguenca a bru groguenca, blaveja al frec; amb un reticle allargat i , usualment, una zona anular granulosa a la part superior, finament granulós a la resta; blaveja lleugerament al frec.
Carn blanquinosa al barret, groc llimona pàl·lid a la cama, vinaci a bru vinaci al peu; blaveja homogèniament quan s'exposa a l'aire; olor no distintiva; clarament àcida al tast

## Distribució i hàbitat
Encara no s'entén del tot, però pel que es coneix actualment, cal considerar-la una espècie meridional. Es coneixen registres de Bulgària, França, Grècia, Itàlia i Espanya
Rar; des de finals de l'estiu a mitjans de la tardor, en sòls àcids, des de la muntanya mitjana a la terra baixa; de boscos de planifolis, estableix micorrizes primordialment amb espècies del gènere Quercus, el trobarem vora alzina, surera i roures

## Comentaris
Es caracteritza per detalls de la carn i de la superfície de la cama. La carn que és blanquinosa en el barret, groguenca a la cama i amb tonalitats de vermelloses a bru negroses al peu, esdevé uniformement blava al tall. Sobre la part mitjana o en la meitat inferior de la cama disposa d'una zona anular estreta, granular com si fossin les restes d'un anell
Una espècie semblant, que comparteix el mateix hàbitat i època de fructificació, és el mataparent perfumat (Lanmanoa fragrans). Aquesta darrera té la cama amb puntejadures però no té reticle

## Comestibilitat
Comestible; considerat de qualitat mediocre, a causa de la seva raresa és aconsellable no consumir-lo i preservar-lo.